# Misery (canção de Maroon 5)
"Misery" é uma canção da banda norte-americana Maroon 5, lançada como primeiro single do seu terceiro álbum de estúdio, Hands All Over. Foi liberado no Amazon e no iTunes no dia 22 de junho de 2010.

## Videoclipe
O videoclipe de Misery foi filmado em Los Angeles nos dias 15 e 16 de maio de 2010, sob direção de Joseph Kahn. A produção tem muita ação e violência, coisa que os integrantes do grupo resolveram focar desta vez, mais do que na apelação sexual como nos clipes anteriores. Adam Levine disse em uma entrevista para a MTV, "Acho que vai ser divertido. Acabei de ter a minha primeira experiência sendo controlado por uma mulher. Foi bem interessante. Fui descido na rua, no meio do trânsito, porque eu caio de um prédio". O vídeo tem quatro versões. A versão que foi lançada na MTV contém pequenos trechos com o grupo tocando para uma platéia no meio da rua. Essa pequena performance seria para o clipe de outra música, mas resolveram usar na produção de "Misery". A versão Inglesa foi lançada no dia 5 de Agosto de 2010 que tras o mesmo clipe completamente editado; nas partes onde havia lutas, pancadaria e pegação, a edição colocou por cima, gráficos de desenho animado que deram um toque especial de comédia ao clipe.

## Paradas musicais
"Misery" teve 54.000 downloads em sua primeira semana . Estreou na 30ª posição no Hot Adult Top 40 Tracks.
| Parada (2010)                                 | Melhor posição |
| --------------------------------------------- | -------------- |
| Estados Unidos - Billboard Hot 100            | 14             |
| Estados Unidos - Hot Adult Top 40 Tracks      | 19             |
| Estados Unidos - Billboard Digital Songs      | 15             |
| Estados Unidos - Adult Pop Songs              | 5              |
| Canadá - Canadian Hot 100                     | 27             |
| Japão - Japan Hot 100                         | 17             |
| Austrália - Australian Airplay Chart - (ARIA) | 7              |
| Coreia do Sul - (GANON)                       | 4              |
| Mundo - World Singles Top 40                  | 22             |